# 白芨
白芨，或作白及又名甘根、連及草，是白芨屬下的一種多年生草本植物。其种加词“striata”意为“有条纹的”。

## 形态
屬多年生草本球根植物（塊根），花美適合觀賞之用，其球莖晒乾後的名稱為白及（又名白芨、明白芨、紫蘭根、甘根、白給），屬於中草藥，其它亦有當作糊料之用途。一般品種的花色呈紫紅色，所以别称紫蘭；另有一个变种的花为白色，称为白花白芨（B. s. var. alba）。其它亦有黃色、粉紅色、紅色以及藍色的园艺栽培种。主要花期在春季，但依各地氣候之不同，晚冬至夏初都可能開花。如果種植，夏季因為葉尖容易曬焦，宜採半日照射的方式，盡量避免西曬。本種為白芨屬的模式種。

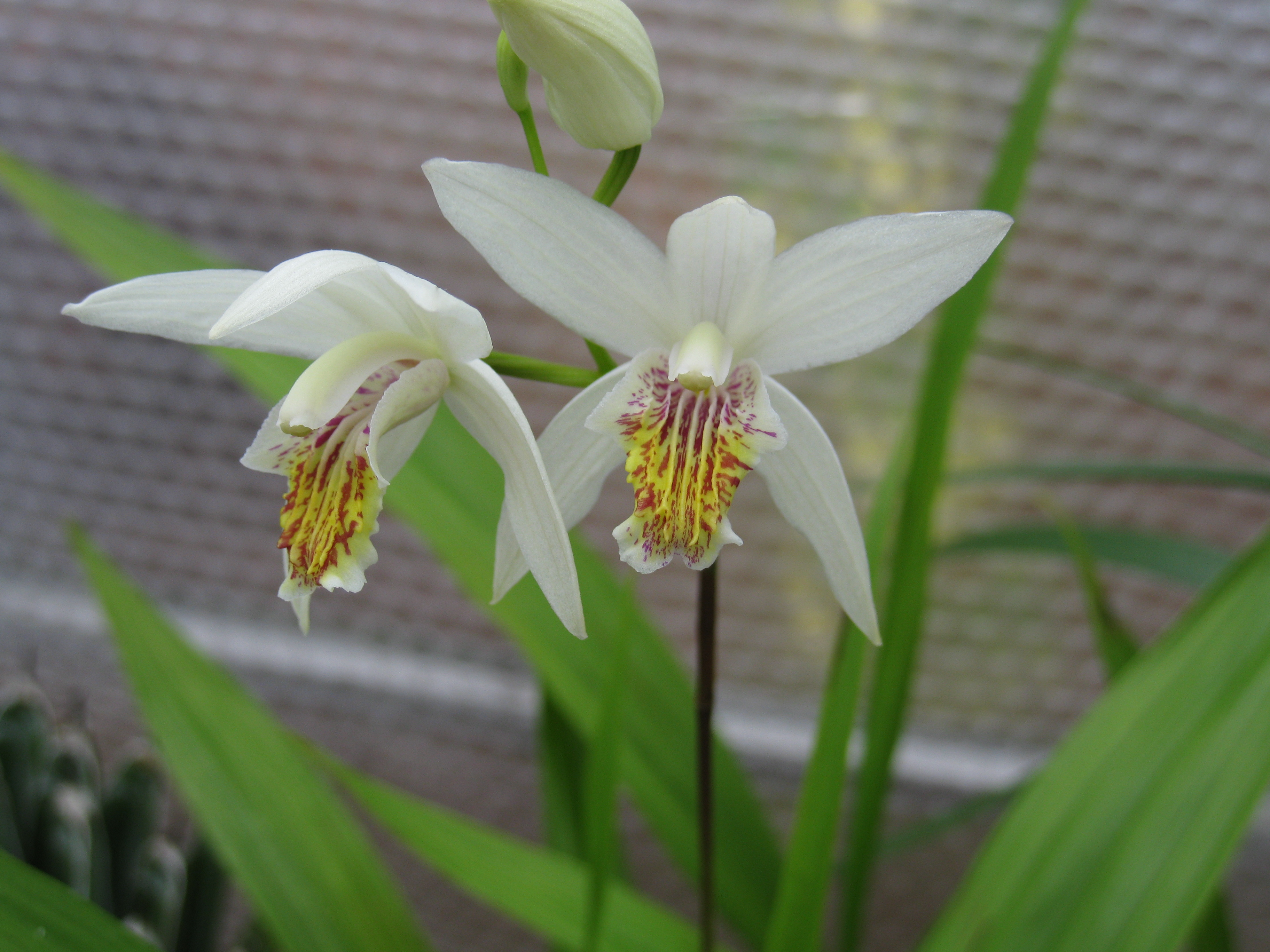
白花白芨（B. s. var. alba）

白芨全株高約三十公分至七十公分左右，地下淺處會長出扁平陀螺狀的球莖往橫向蔓延，並會向下方長出粗大塊狀的球根。球莖上方會長出莖突出地面，並且會帶有二至六葉左右的線形縐褶葉子，葉的形狀為長橢圓狀互生，葉寬大約一至四公分，開花時會有細莖由葉心向上冒出並長出多朵花苞，慢慢的依次綻放。

## 分布与种植
野生品種喜生長於山腹以及崖頂附近，主要分佈在中國、台灣、日本以及緬甸北部。不過已經慢慢瀕臨滅絕。人工栽培的品種已經相當普及，許多人工栽培的種子亦散佈各地，所以現在已經很難分辨出哪些是屬於原本的野生品種。繁殖主要採用分株方式，分株的時期在秋季較為合適。

## 應用

### 中藥
白芨在中藥裡有消炎止血、消腫生肌之效。主要可以治療刀傷跌打、瘡瘍腫毒、肺部出血、胃臟潰瘍等症。味道帶有苦味，黏稠狀。本身無毒，藥性微寒，輕微的燒凍傷亦能適量塗於患部。可做為藥用部份為其塊根（球根）以及地下球莖部份，洗淨浸泡或燙煮過之後沏薄片曬乾，稱之為白芨，最後研磨為粉末依照不同病症調配應用。

### 其他
白芨的假鱗莖富有黏性，可作為景泰藍製作過程中，掐丝後將銅絲黏貼於銅胎的黏膠原料。

## 白芨名稱的傳說
- 白芨這個名稱的由來坊間說法不一，有人說是某位犯罪者名叫白芨，因被逼供而受傷嘔血，獄卒不忍他辛苦忍受，所以依照該囚犯的說法取了白芨為他療傷而癒，該囚犯的名字就叫做白芨，所以此植物也在那之後始被稱為白芨[5]。
- 另一個說法是，古時某位老農利用其植物治癒了一位因救皇帝而受重傷的愛將，皇帝為了打賞該名老農夫，所以依照老農夫的要求，指示太醫院制定此植物名稱與該老農同名為白芨，編入藥書之中。
- 根據本草綱目，白芨應該是由其形態而得名，指其塊莖白色，且相連而生[6]。

## 图集

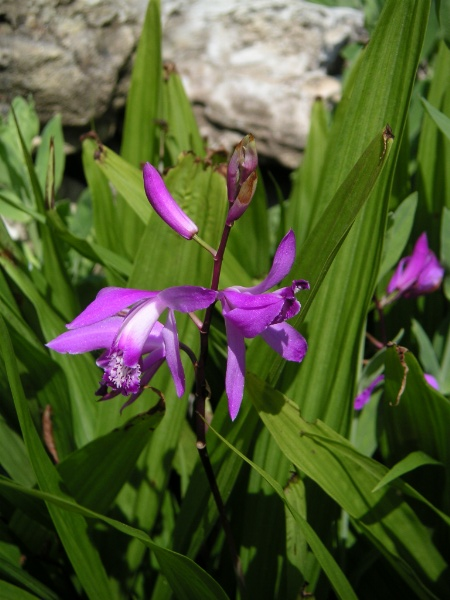
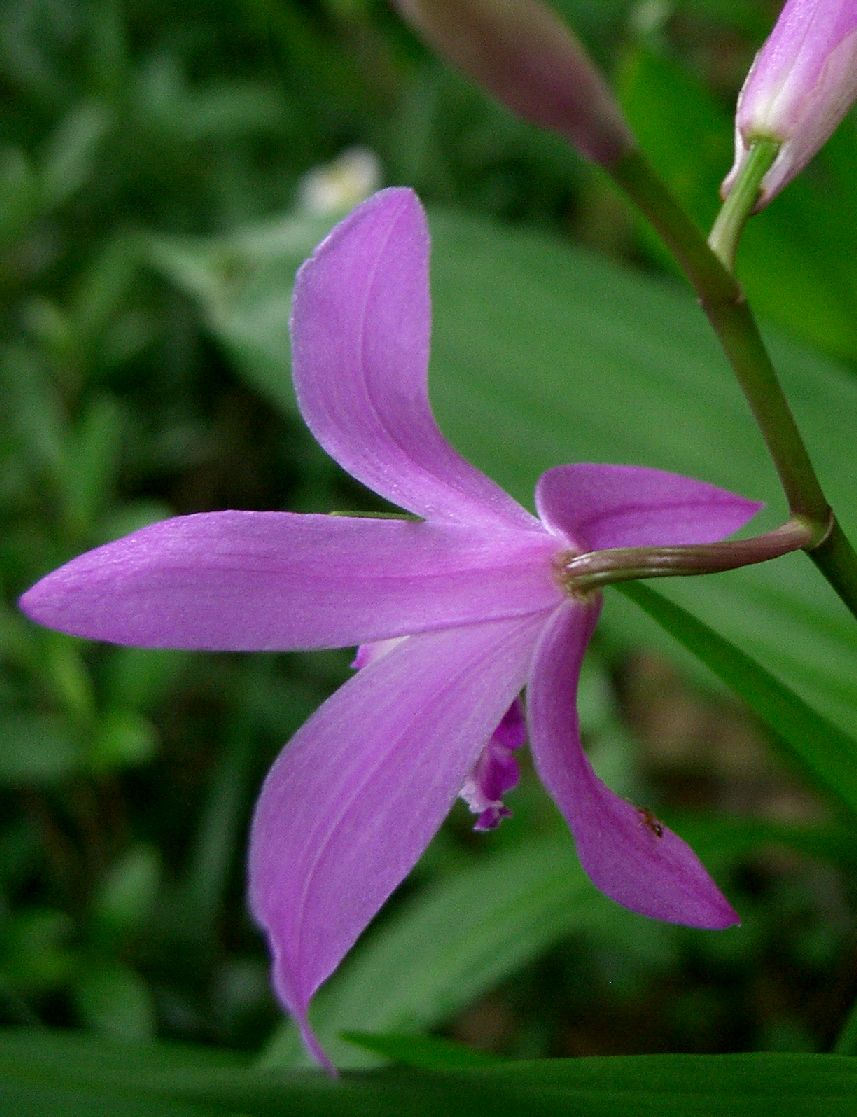
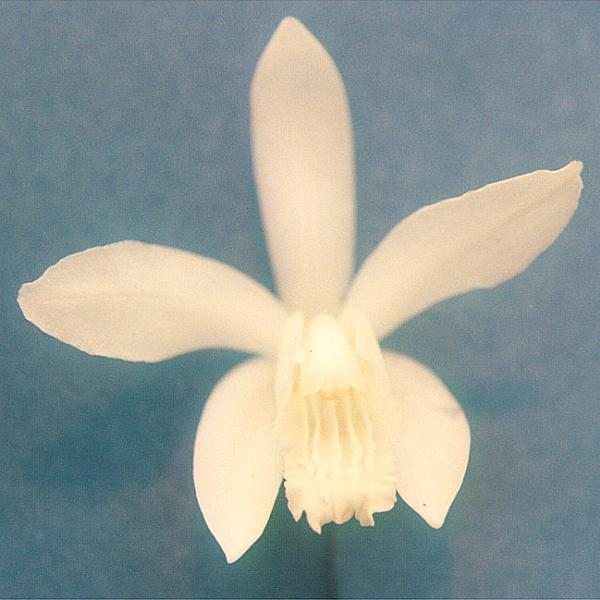
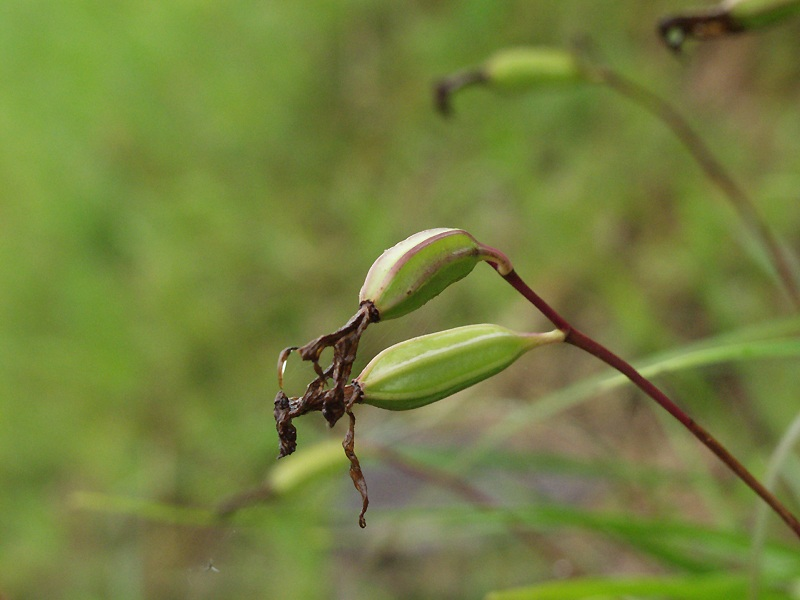

## 延伸阅读
[在维基数据编辑]
 《欽定古今圖書集成·博物彙編·草木典·白及部》，出自陈梦雷《古今圖書集成》
 《植物名實圖考·白及》，出自吳其濬《植物名實圖考》